# Krystyna Lutyńska

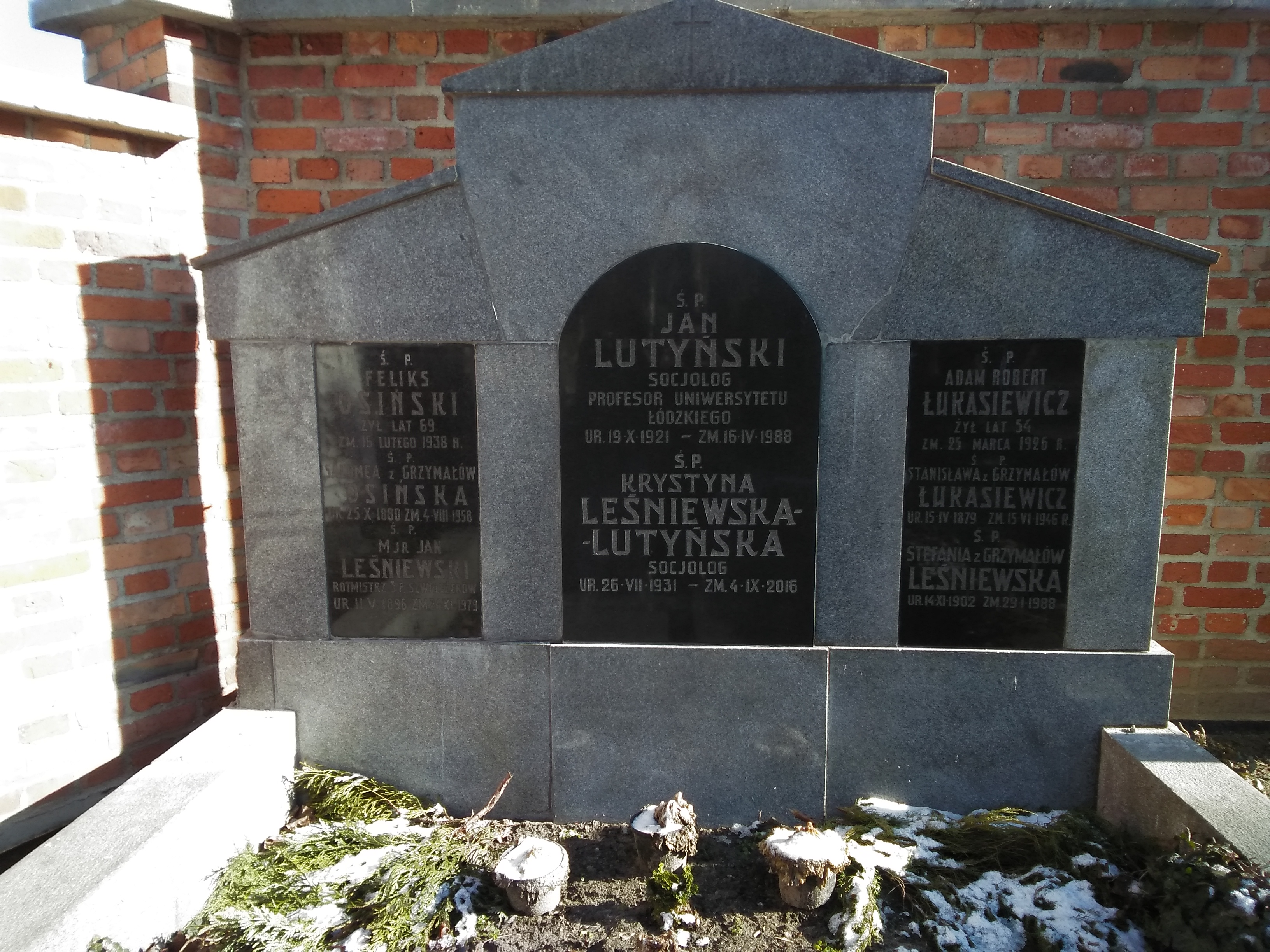
Grób rodziny Lutyńskich na cmentarzu Powązkowskim

Krystyna Lutyńska z Leśniewskich (ur. 26 lipca 1931 w Warszawie, zm. 4 września 2016 w Łodzi) – doktor socjologii, docent w Polskiej Akademii Nauk.

## Życiorys
Studiowała na Uniwersytecie Łódzkim na Wydziale Humanistycznym i na Wydziale Filozoficzno-Historycznym. W latach 1950–53 pracowała jako asystent w Instytucie Socjologii Uniwersytetu Łódzkiego, a w latach 1956–2002 w Instytucie Filozofii i Socjologii Polskiej Akademii Nauk (kierownik Zakładu Metodologii Badań Socjologicznych w Łodzi).
W 1965 r. uzyskała stopień doktora na podstawie pracy doktorskiej pt. Pozycja społeczna pracowników administracyjno-biurowych w Polsce Ludowej, której promotorem był prof. Jan Szczepański; praca uhonorowana w 1971 nagrodą Polskiego Towarzystwa Socjologicznego za najlepszą pracę doktorską. W 2014 r. odbyła się uroczystość odnowienia doktoratu w półwiecze jego nadania.
Była członkiem Rady Naukowej IFiS PAN, członkiem Komisji Socjologicznej Prezydium PAN w Łodzi, członkiem Rady Naukowej CBOS oraz redakcji „Przeglądu Socjologicznego”.
Należała do Polskiego Towarzystwa Socjologicznego: była przewodniczącą Zarządu Oddziału Łódzkiego PTS, członkiem Zarządu Głównego, założycielką Sekcji Metodologii Badań Socjologicznych PTS, wchodziła w skład jury (a także jego przewodniczącą) Nagrody im. Stanisława Ossowskiego dla wyróżniającej się pracy socjologicznej autorów młodego pokolenia.
Zainicjowała ustanowienie w roku 1999 nagrody im. Jana Lutyńskiego przyznawanej w Instytucie Socjologii Uniwersytetu Łódzkiego za najlepszą pracę magisterską, wchodziła w skład Komisji Konkursowej.

## Najważniejsze publikacje
- Pozycja urzędników w Polsce Ludowej. Wrocław: Ossolineum, 1965;
- Wywiad kwestionariuszowy. Warszawa: IFiS PAN, 1984;
- Surveye w Polsce. Spojrzenie socjologiczno-antropologiczne. Warszawa: IFiS PAN, 1993 (za książkę otrzymała Nagrodę im. Stefana Nowaka, przyznawaną przez Radę Naukową Instytutu Socjologii Uniwersytetu Warszawskiego).
- Metodologia badań socjologicznych. Bibliografia, cz. 1 i 2. Warszawa: IFiS PAN, 2000–2002.
- liczne artykuły metodologiczne

W latach 80. XX w. wchodziła w skład Komisji Rewizyjnej zdelegalizowanej Solidarności Ziemi Łódzkiej.
Była żoną prof. Jana Lutyńskiego – socjologa i politologa; była redaktorem i wydawcą prac męża. Lutyńscy mieli córkę – Hannę (ur. 1957).
Pochowana na cmentarzu Powązkowskim w Warszawie (kwatera Pod Murem V, rząd 1, miejsce 34-35).